# Elisabeth Löchen
Elisabeth Löchen est, avec Pascal Chedeville, la cocréatrice du système sonore cinématographique LC, elle est aussi, par ailleurs, productrice, réalisatrice de documentaires, courts et longs métrages française.

## Biographie
À la fin de ses études universitaires à l'université Louis Pasteur de Strasbourg, Élisabeth Löchen passe plusieurs semaines cloîtrée dans la deuxième partie de la bibliothèque du Vatican (celle où les chercheurs doivent être agréés par la Curie romaine) pour y travailler sur sa thèse de psychologie, thèse au départ consacrée aux points communs entre les démons et les femmes dans les représentations iconographiques répandues par l'église chrétienne au fil des siècles. Elle abandonne ce sujet et, après avoir travaillé un an dans les hôpitaux psychiatriques de l'armée française, elle présente sa thèse de doctorat qu'elle obtient en 1982 sur les tentatives de suicide des jeunes appelés pendant leur service militaire.
Elle partage ensuite son temps entre une clientèle privée et les hôpitaux psychiatriques jusqu’au jour où elle abandonne sa profession pour devenir le PDG des studios d’enregistrement Merjithur, studio de post-production son pour le cinéma et la télévision. Pendant cette période, elle participe à la fondation de l’Association des Studios Français (ASF) où elle est chargée des relations internationales en collaboration avec les pouvoirs publics, les organismes financiers, l'OUA et le Conseil de l'Europe.
Elle est ensuite cofondatrice, avec Pascal Chedeville du LC Concept.
Pendant cinq ans, elle fait la navette entre la France et les États-Unis pour travailler avec les plus grands réalisateurs américains[réf. souhaitée] (Oliver Stone, Renny Harlin, Paul Verhoeven, Roman Polanski...) sur des films tels que Basic Instinct, Sauvez Willy, Falling Down, Cliffhanger, Backbeat, Silent Tongue, Boiling point et Entre Ciel et Terre mais également avec les plus grands réalisateurs français (Bertrand Tavernier, Alain Corneau, Jean-Jacques Annaud, Claude Lelouch, Emir Kusturizca...) sur des films  Cyrano de Bergerac, L 627, L'Amant, Jusqu'au bout du monde, L'Accompagnatrice, IP5, Tous les matins du monde, Arizona Dream, La Belle Histoire et Lunes de fiel.
Après une grande bataille juridique contre Universal Studios et Steven Spielberg lors de la sortie de Jurassic Park, elle cède ses droits à la société DTS puis travaille avec eux avant de se retirer définitivement du monde des affaires et d'émigrer avec ses deux enfants à Los Angeles. Avant son départ elle réalise le making of de La Belle Verte de Coline Serreau.
Au cours de son « exil volontaire », elle écrit de nombreux scripts et tourne son premier court-métrage en 35 mm Red Ribbon (2000)  Elle est ensuite choisie par les laboratoires Lundbeck pour écrire et réaliser une fiction avec, entre autres, Alain Doutey. Condamné au silence qui traite des poursuites judiciaires contre les médecins et leur impossibilité à se défendre avant l’ultime étape des tribunaux, en raison du secret médical.
Élisabeth Löchen fait ses débuts de réalisatrice aux États-Unis en dirigeant Dirt People, avec David Paetkau, Art Evans, James Farentino, et Brianna Lynn Brown.
Elle part ensuite tourner plusieurs courts et documentaires autour du monde[réf. souhaitée] et revient en France pour se lancer dans la réalisation de Christian avec Annie Girardot, Christian Morin, Charles Nemes et Patrick Béthune. Le film sort sur les écrans français en novembre 2007. Elle est récompensée aux États-Unis par un « Best Director Award » au LA FEMME FILM FESTIVAL de Los Angeles et le film obtient « Best Foreign Film Award » au Festival international d'Astoria.

## Filmographie
- 1996 : La Belle Verte (Making of)
- 1999 : Red Ribbon (court métrage)
- 2002 : Condamné au silence
- 2004 : Dirt people
- 2007 : Christian